# رادیاتور

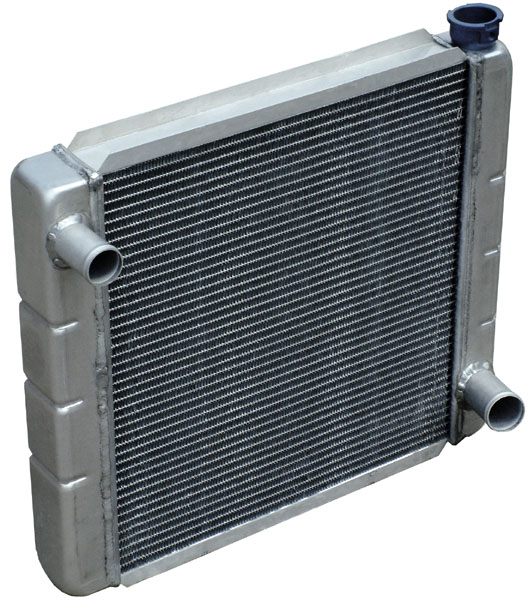
رادیاتور ماشین

رادیاتور (به انگلیسی: Radiator)، وسیله فلزی یا نیمه فلزی است که جنس آن بسته به نوع کاربردش می‌تواند متفاوت باشد. اغلب رادیاتورها به عنوان ناقل دمای آب عمل می‌کنند.
یکی از کاربردهای رادیاتور در خودروها جهت خنک کردن آب برگشتی از موتور است. استفاده آن در منازل جهت انتقال حرارت آب گرم رسیده از بویلر به داخل ساختمان است.
جنس رادیاتورها متفاوت است، از جمله می‌توان به رادیاتورهای آلومینیومی، فولادی، مسی و چدنی اشاره کرد.
به‌طور کلی رادیاتور منازل یک نوع مبدل حرارتی است که گرما را از سیال یعنی آب داغ در سیستم حرارتی گرفته و به محیط از طریق تماس سطحی با هوا و از طریق تابش گرمایی انتقال می‌دهد.
از لحاظ انتقال حرارت مس بهترین انتقال را دارد، اما به دلیل گرانی مقرون به صرفه نیست. پس از مس بهترین فلز آلومینیوم می‌باشد که بیشترین بازده حرارتی را دارا بوده و زنگ نمی‌زند. در تولید رادیاتورهای آلومینیومی دو روش تولید وجود دارد روش اکستروژن و روش دایکست.

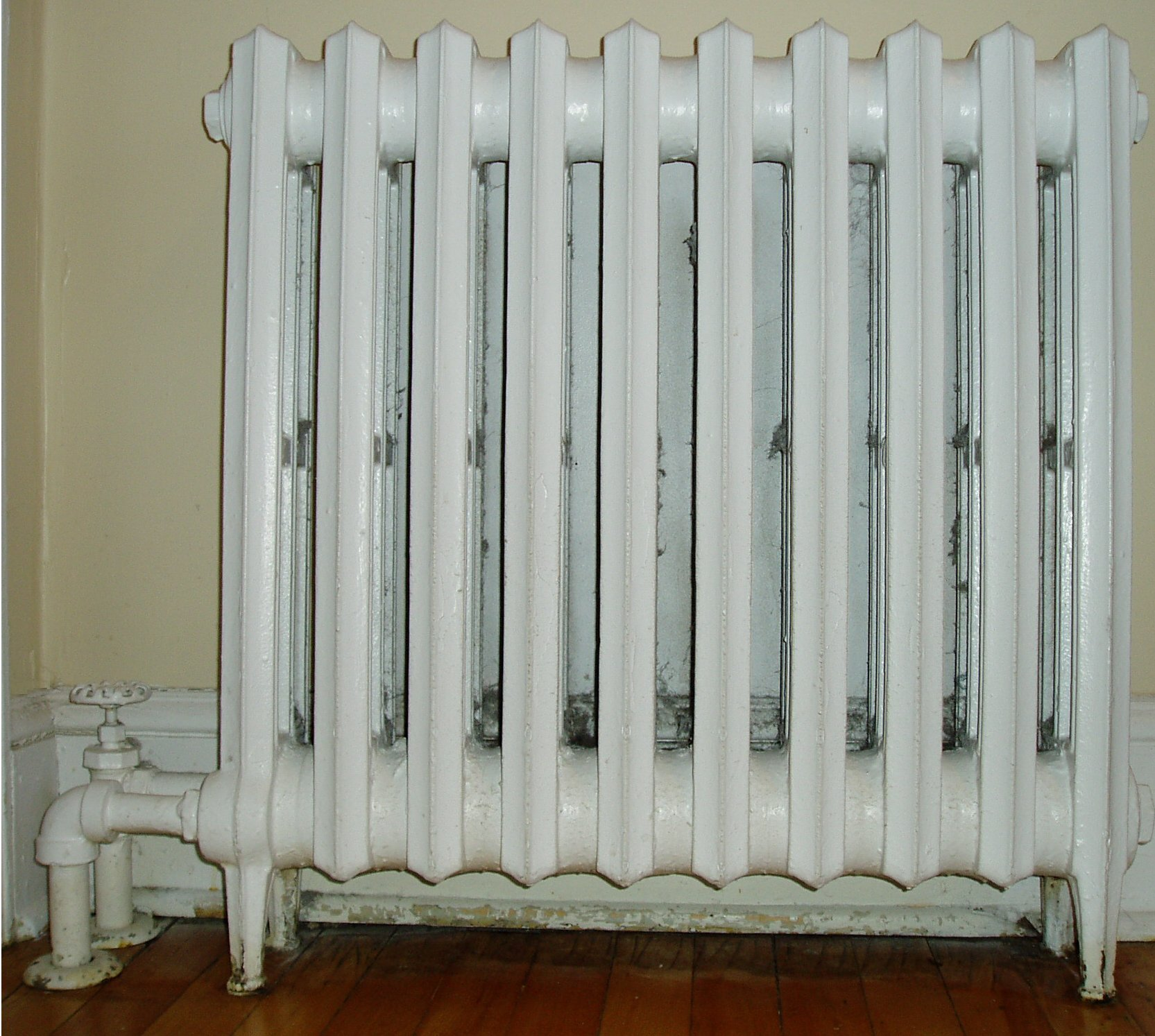
رادیاتور منزل

## رادیاتور آلومینیومی
رادیاتور آلومینیومی که گاه همراه با ترکیبی از سرب می‌باشد، برای انتقال گرما در مصارف متفاوتی استفاده می‌شود. از جمله کاربردهای رادیاتورهای آلومینیومی می‌توان به استفاده از آن در سیستم گرمایشی شوفاژ منازل و اماکن جهت گرم کردن محیط اشاره کرد.
آلومینیوم بعد از طلا، نقره و مس، از نظر میزان رسانایی چهارمین فلزی به حساب می‌آید. این فلز در طبیعت به وفور یافت می‌شود و قیمت مناسبی نیز دارد. رادیاتورهای آلومینیومی، سبکتر، زیباتر از سایر رادیاتورها بوده و ضریب هدایت حرارتی بالاتری نسبت به انواع فولادی دارند. از دیگر مزایای رادیاتور آلومینیومی طول عمر بالا و عدم زنگ زدگی آن است. رادیاتورهای آلومینیومی امروزه در صنایع مختلفی از جمله صنایع خودروسازی و صنایع هوافضا مورد استفاده قرار می‌گیردند.

## رادیاتور فولادی
رادیاتور فولادی یا پانلی از ورقه‌های فولاد تولید می‌شود و پوشش آن اغلب از جنس پلی استر است تا زنگ نزند.

## رادیاتور پانلی (پنلی)
نسل سوم رادیاتور که به رادیاتور پنلی شناخته شده‌است نوع توسعه یافته و پیشرفته تر نسل اول رادیاتورهای فولادی است با این تفاوت که معایب نسل اول را ندارد از مزایای این نسل از رادیاتور می‌توان به آسانی نظافت و تمیز کردن آنها، زیبایی و شکیل بودن آنها، وزن کم، بازدهی گرمایی بیشتر نسبت به رادیاتورهای نسل قبل به خاطر استفاده از کنوکتور، بازده گرمایی حدود ۲۱۰۰ تا ۲۲۰۰ کالری با حجم آبگیری حدود ۵ لیتر آب و سازگاری کامل با پکیج به خاطر جنس فولادی آن و کمترین میزان آب در گردش سیستم پکیج دیواری نام برد. رادیاتور های پنلی در سایزهای 80-100-120-140-160-180 در بازار با الیاژهای آهنی و فولادی و آلومینیوم و مسی موجود می باشد که بهترین انتقال دهنده حرارت مس و الومینیوم است.

## رادیاتور قرنیزی
رادیاتور قرنیزی همانند رادیاتورهای معمولی توانایی انتقال حرارت و گرمایش را دارد. در این سیستم یک پوسته از جنس آلیاژ آلومینیومی با فرم و شکلی همانند قرنیزی زیبا و با تنوع رنگی بسیار گسترده، جایگزین قرنیزهای مرسوم می‌شود و بدین سبب فضای پشت این پوسته امکان جاسازی رادیاتورهای طولی را فراهم می‌سازد و نهایتاً قرنیز تبدیل به سیستم گرمایشی می‌شود. از ویژگی‌های رادیاتورهای قرنیزی یکنواختی دما، صرفه جویی در مصرف انرژی، افزایش سرعت انتقال حرارت، عدم اشغال فضا و همخوانی با دکوراسیون داخلی و سادگی در تعمیر و نگهداری است.

## رادیاتور شیشه‌ای
امروزه هم‌خوانی دکوراسیون داخلی و سیستم‌های تأسیساتی از اهمیت زیادی برخوردار است. کمبود فضا در خانه‌ها و محدودیت‌هایی که سیستم‌های توزیع گرمایش برای چیدمان در منازل ما ایجاد می‌کنند از نگرانی‌های همیشگی بانوان است. رادیاتورهای شیشه‌ای همانند یک قاب عکس از تصویری زیبا، به انتخاب یا سفارش مشتری در ساختمان نصب شده و علاوه بر اینکه جزئی از دکوراسیون داخلی ساختمان هستند، گرمایش مطبوعی را به ارمغان می‌آورند. رادیاتورهای شیشه‌ای برای گرم کردن فضا به آب‌گرم نیاز دارند که از دیگ، پکیج یا هر منبع گرمایشی دیگر می‌تواند تأمین شود. به منظور استفاده بهینه از فضای داخل خانه، استفاده از رادیاتورهای شیشه‌ای به عنوان راهکاری مناسب از طرف طراحان داخلی توصیه می‌شود.
یکی از تولیدکنندگان رادیاتور شیشه ای در ایران کارخانه پیکاسو رادیاتور است.

## رادیاتور دکورال - دکوراتیو
تکنولوژی‌های نوین ساخت و تولید موجب شده‌است که محصولاتی با ظرافت بالاتر و طرح‌ها و رنگ‌های متنوع تر وارد بازار شود و به طبع آن علاقه‌مندی، اشتیاق و توجه جامعه به امر دکوراسیون داخلی افزایش یابد. فرم، اندازه و رنگ محدود در سیستم‌های گرمایشی متداول، همیشه معضلی برای طراحان دکوراسیون داخلی بوده‌است و با تمام تلاشی که برای جاسازی و مخفی نمودن آن‌ها انجام می‌دهند در بسیاری موارد تأثیر منفی بر طراحی داخلی خواهند داشت.
در این راستا محصولی تحت عنوان رادیاتورهای دکورال و دکوراتیو به بازار ارائه شده‌است که تا حدود بسیار زیادی توانسته‌است دست طراحان را باز نماید. این سیستم گرمایشی محصولی مدرن و زیبا است که می‌توان آن را در هر طرح متناسب با شرایط فضا در اختیار داشت.

## رادیاتور حوله خشک کن
حوله خشک کن‌ها نوعی از رادیاتورها هستند که اغلب در فضا حمام یا سرویس‌های بهداشتی نصب می‌شوند و علاوه بر گرم کردن فضای حمام برای خشک کردن لباس های ضروری در زمستان مورد استفاده قرار می‌گیرد. و به عنوان یکی از لوازم دکوری هم شناخته می‌شوند، ظاهر آن‌ها با رادیاتورهای معمولی فرق دارد و زیباتر هستند. این وسیله برای تأمین گرمایش مورد نیاز حمام، یا آشپزخانه‌های کوچک است و به گونه ای طراحی گردیده که به راحتی قابل نصب بر روی دیواری می‌باشد. از حوله خشک کن‌ها می‌توان برای خشک کردن حوله‌ها، دستمال‌ها و لباس‌های کوچکی که جای زیادی هم نمی‌گیرند استفاده کرد.
حوله خشک کن از لوله‌های آتش خوار تشکیل شده‌است، قابل نصب به صورت یک طرفه بوده و مزیت این حوله خشک کن‌ها این است که در عین گرم کردن حمام رطوبت موجود در آن را هم از بین می‌برند.
حوله خشک کن‌ها یا آبی هستند یا برقی و انواع آبی آن‌ها به وسیله سیستم‌های حرارت مرکزی ساختمان‌ها مانند پکیج یا موتور خانه کار می‌کنند در واقع انتخاب نوع مناسب حوله خشک کن‌ها بر اساس سیستم‌های گرمایشی ساختمان تعیین می‌شوند.
حوله خشک کن‌ها از نظر جنس به انواع حول خشک کن‌های شیشه ای، آلومینیومی و فولادی یا همان استیل طبقه‌بندی می‌شوند.
حوله خشک کن‌های استیل (فولادی (معمول‌ترین نوع حوله خشک کن هستند و در ساخت آن‌ها از فولاد ضدزنگ استفاده می‌شود که کمی به نسبت دیگر انواع سنگین تر و مدت زمان بیشتری هم برای نصب زمان می‌برند.
حوله خشک کن بر اساس اندازه محیط حمام دارای لوله‌های متعددی می‌باشند که برای حمام‌های کوچک معمولاً ۶ لوله ای کافیست و برای حمام‌های بزرگ ۱۴ لوله را می‌توان انتخاب کرد.
هر مدل از حوله خشک کن‌ها توان خروجی مختص خود را دارد که پس از انتخاب مدل به واحد Watt ارائه می‌شود.

## رادیاتور حوله خشک کن شیشه‌ای
حوله خشک کن‌ها اغلب در حمام، سرویس‌های بهداشتی یا آشپزخانه مورد استفاده قرار می‌گیرند و علاوه بر تأمین گرمایش به عنوان یکی از لوازم دکوری هم شناخته می‌شوند زیرا ظاهر آن‌ها با رادیاتورهای معمولی فرق دارد و با دکوراسیون داخلی سازگاری مناسبی دارد.
این وسیله به راحتی قابل نصب بر روی دیوار می‌باشد. از حوله خشک کن‌ها می‌توان برای خشک کردن حوله‌ها، دستمال‌ها و لباس‌های کوچکی که جای زیادی هم نمی‌گیرند استفاده کرد.
استفاده از وسایل گرمایشی گازسوز در حمام و سرویس بهداشتی، غیرمجاز و بسیار خطرناک می‌باشد اما حوله خشک کن به علت ایجاد گرمایشی ایمن بهترین انتخاب برای گرم کردن حمام و سرویس بهداشتی و همچنین خشک نمودن حوله حمام است.
آبگرم موردنیاز حوله خشک کن‌ها می‌تواند به وسیله سیستم‌های حرارت مرکزی ساختمان‌ها مانند پکیج دیواری که میتواند با انرژی گاز و گازوئیل و برق تامین گرمایش کند، موتورخانه یا آبگرمکن‌های خورشیدی تأمین شود.
حوله خشک کن شیشه‌ای می‌تواند در طرح‌های مختلف و مطابق با هر سلیقه باشد.